# 順天堂大学医学部附属静岡病院
順天堂大学医学部附属静岡病院（じゅんてんどうだいがくいがくぶふぞくしずおかびょういん、英語: Juntendo University Shizuoka Hospital）は、静岡県伊豆の国市長岡1129にある医療機関。学校法人順天堂が運営する病院である。旧称は順天堂大学医学部附属伊豆長岡病院。総合周産期母子医療センター（静岡県では他に2カ所）、肝疾患診療連携拠点病院（静岡県では他に1カ所）などを有し、静岡県東部の基幹病院と位置づけられている。

## 沿革
町立伊豆長岡病院の譲渡を受けて順天堂2番目の病院として開院する。
- 1967年（昭和42年）4月1日 - 開設
- 2004年（平成16年）3月15日 - 静岡県東部ドクターヘリ運航基地病院として運用開始
- 2005年（平成17年）3月1日 - 順天堂大学医学部附属静岡病院と改称

## 診療科
- 膠原病内科・リウマチ科・アレルギー科
- 消化器内科
- 呼吸器内科
- 血液内科
- 腎臓内科
- 糖尿病・内分泌内科
- 循環器科
- 外科
- 麻酔科、ペインクリニック
- 脳神経外科
- 整形外科
- 心臓血管外科
- 呼吸器外科
- 新生児科・新生児センター（NICU）
- 形成外科
- 眼科
- 耳鼻咽喉科
- 脳神経内科
- 皮膚科
- 泌尿器科
- 産婦人科・総合周産期母子医療センター（MFICU）
- 小児科
- メンタルクリニック
- 放射線科
- 救急診療科
- 病理診断科

## 医療機関の指定等
- 保険医療機関
- 労災保険指定医療機関
- 指定自立支援医療機関（更生医療・育成医療・精神通院医療）
- 身体障害者福祉法指定医の配置されている医療機関
- 精神保健指定医の配置されている医療機関
- 生活保護法指定医療機関
- 結核指定医療機関
- 特定疾患治療研究事業委託医療機関
- 指定養育医療機関
- 戦傷病者特別援護法指定医療機関
- 原子爆弾被害者一般疾病医療取扱医療機関
- 災害拠点病院
- 救命救急センター
- 臨床研修指定病院
- がん診療連携拠点病院
- エイズ治療拠点病院
- 肝疾患診療連携拠点病院
- 小児慢性特定疾患治療研究事業委託医療機関
- 総合周産期母子医療センター
- 公害医療機関
- 母体保護法指定医の配置されている医療機関

## 交通アクセス
- 伊豆箱根バス沼71・沼72沼津静浦長岡線、長11長岡駅伊豆三津シーパラダイス線、長13長岡駅温泉場循環「順天堂病院前」停留所下車（JR東海道線・御殿場線沼津駅及び伊豆箱根鉄道駿豆線伊豆長岡駅からバスでアクセス可能）。
- 東海バス順天堂病院線・下田市自主運行バス順天堂大学病院線「順天堂病院」停留所下車（JR伊東線伊東駅・伊豆高原駅、伊豆箱根鉄道駿豆線修善寺駅、伊豆急行線伊豆急下田駅・蓮台寺駅からバスでアクセス可能）。